# Música indígena brasileira

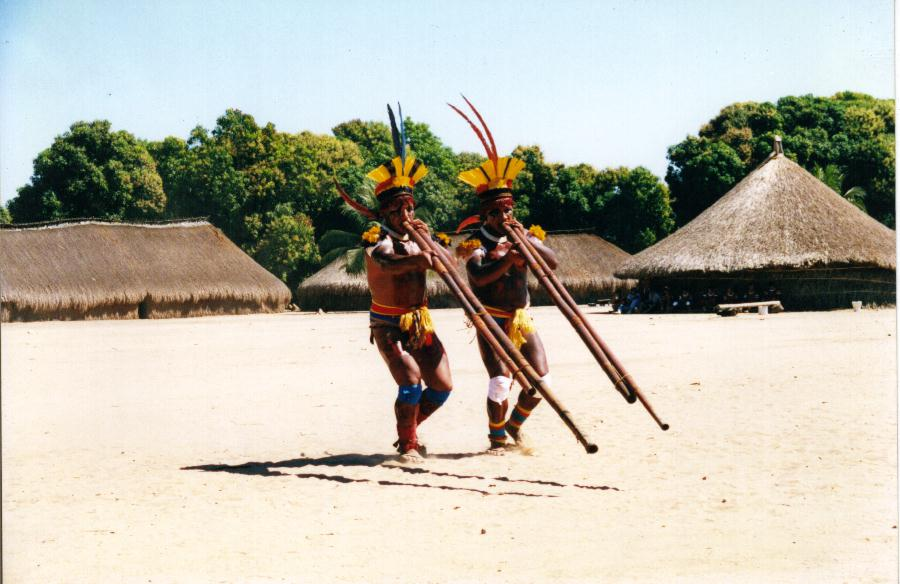
Índios Kamaiurá tocando uma flauta típica, uruá.

A música indígena brasileira é parte do universo cultural dos povos indígenas que habitaram e habitam o Brasil. É uma das atividades  mais importantes na socialização e identidade das comunidades e está associada a tradições, mitos, história, costumes e vivências, tendo uma grande variedade de expressões, usos e significados.

## Os indígenas do Brasil
Os povos indígenas do Brasil perfaziam juntos na época de Cabral cerca de 5 milhões de pessoas. Desde lá a população total declinou violentamente em função do choque contra a cultura portuguesa, que resultou em massacre, escravização e aculturação em larga escala dos indígenas. E com essa devastação muitas tradições se perderam de forma irreversível. Apesar disso, no que tange à sua música ainda há um enorme campo a ser estudado e compreendido. Apesar de bulas papais, conclusões filosóficas e debates morais de longa memória que denunciavam e condenavam os abusos desde os primeiros tempos da Descoberta do Brasil, a cultura indígena possui uma longa história de repressão.
A música indígena tem recebido alguma atenção do ocidente desde o início da colonização do território, com os relatos de Jean de Léry sobre alguns cantos tupinambá, em 1558 e de Antonio Ruíz de Montoya, cujo extenso léxico inclui um universo de categorias musicais do guarani antigo. Estudos recentes têm-se multiplicado a partir do trabalho de pesquisa de Villa Lobos e Mário de Andrade no século XX, e hoje a música indígena é objeto de estudo e interesse por muitos pesquisadores de todo o mundo, que têm trazido à consciência do homem ocidental uma pletora de belezas naturais da terra.
Alguns grupos foram contactados de imediato pelos Jesuítas desde o século XVI, foram fixados na terra pela criação das Missões ou Reduções, e ali contribuíram ativamente, como instrumentistas, cantores e construtores de instrumentos, para criar uma fascinante e original cultura musical, embora toda nos moldes europeus, direcionada principalmente para a catequese e infelizmente conhecida apenas através de relatos literários. Este porém, foi um fenômeno isolado, e não é central a este artigo, e tampouco as manifestações híbridas folclóricas nascidas nas regiões de contato entre os povos índígena, branco e negro.

## Origem e caráter da música indígena
Ao contrário do que se poderia supor, a tradição musical indígena não é um objeto de antiquário, é algo vivo e sempre em mutação, sendo constantemente praticada e renovada, incorporando recentemente até mesmo material não indígena, ainda que mantenha seus valores e formas tradicionais preservados, e é uma vitrine de suas visões de mundo, cristalizadas em formas sonoras.
A maioria dos povos indígenas associa sua música ao universo transcendente e mágico, sendo empregada em todos os rituais religiosos. A música indígena é ligada desde suas origens imemoriais a mitos fundadores e usada com finalidades de socialização, culto, ligação com os ancestrais, exorcismo, magia e cura. É importante também nos ritos catárticos, quando a música "ao trabalhar com proporções, repetições e variações, instaura o conflito ao mesmo tempo em que o mantém sob controle".
Para alguns povos a música foi um presente dos deuses, entristecidos com o silêncio que imperava no mundo dos humanos. Para outros, a música é tida como originária do mundo dos sonhos, onde vivem as tribos míticas de animais e dos ancestrais. Ali é conhecida pelas pessoas sem espírito, aquelas que por algum motivo estiveram no limiar da morte e de lá retornaram, tornando-se introdutoras de novas melodias após esse contato com o mundo do além. Menos dramática e mais comumente, a criação de novas músicas se deve aos pajés, que as intuem em seus transes onde estabelecem contato com deuses e ancestrais, ou aos guerreiros mais distinguidos da aldeia, que sonham com elas.
A sua música tem definido caráter socializador, estando presente em festividades grupais e na esfera privada, "sendo um elemento fundamental do processo de construção do mundo social e conceitual, e não como um mero epifenômeno ou reflexo deste". As relações sociais são assinaladas musicalmente, delimitando, por exemplo, faixas etárias, status social, estados afetivos, gêneros sexuais, individualidades e grupos. Por fim, o canto e a dança "cumprem também um papel fisiológico na própria constituição dos estados psíquicos, atualizando a experiência dos eventos míticos". Nesse sentido social, a música indígena parece ser predominantemente coletiva, sendo que os casos de cantores solitários ou de estruturas melódicas mais variadas são considerados, por alguns, influências de outras culturas, em muitos casos africanas.
A música indígena, no entender de Ana Rodgers, é acima de tudo "qualitativa, no sentido que privilegia as qualidades sonoras em detrimento da dança infinita das permutações vazias e desencarnadas das notas singulares e dos modos específicos, próprios ao tonalismo pós-barroco. Ao contrário, [...] na música indígena (nem propriamente modal, muito menos tonal no sentido moderno), o timbre, a pulsação e a forma de execução, a postura dos músicos de um modo geral, ocupam parte do lugar dos modos na música modal. Tudo isso e muito mais (o contexto social e cosmológico no qual ela é executada) informam sobre os afetos e a qualidade dessa produção sonora".

### Rituais

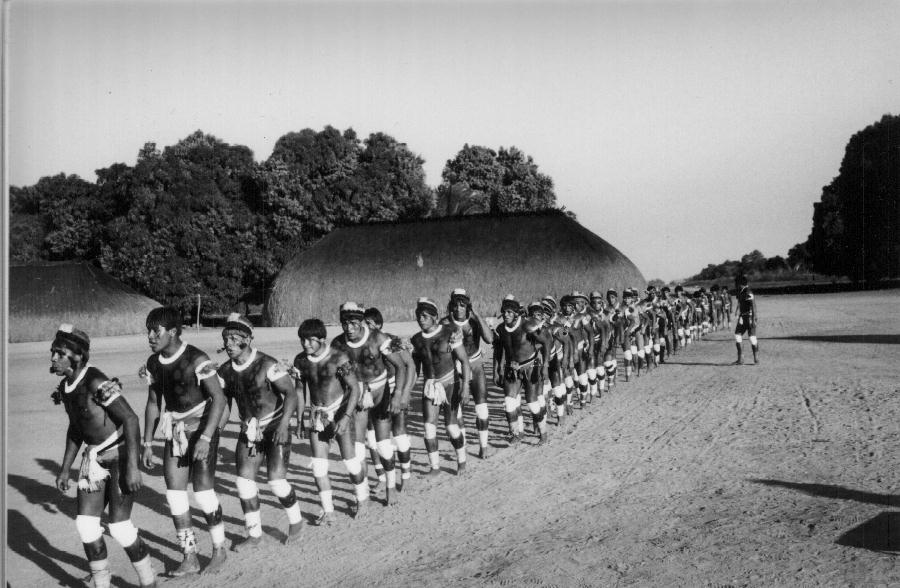
Índios cantando no Kuarup.

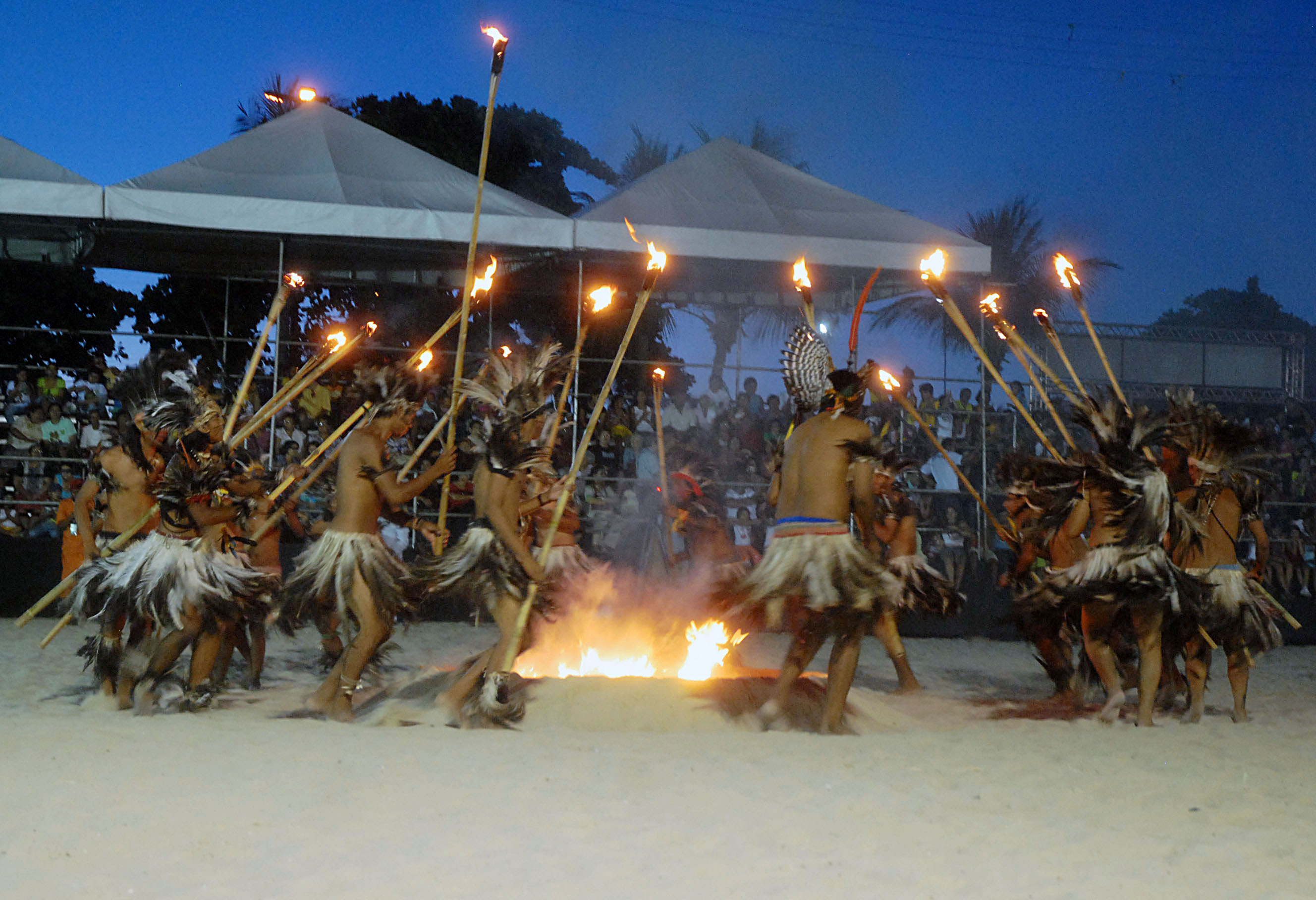
Dança Terena nos Jogos dos Povos Indígenas em Olinda.

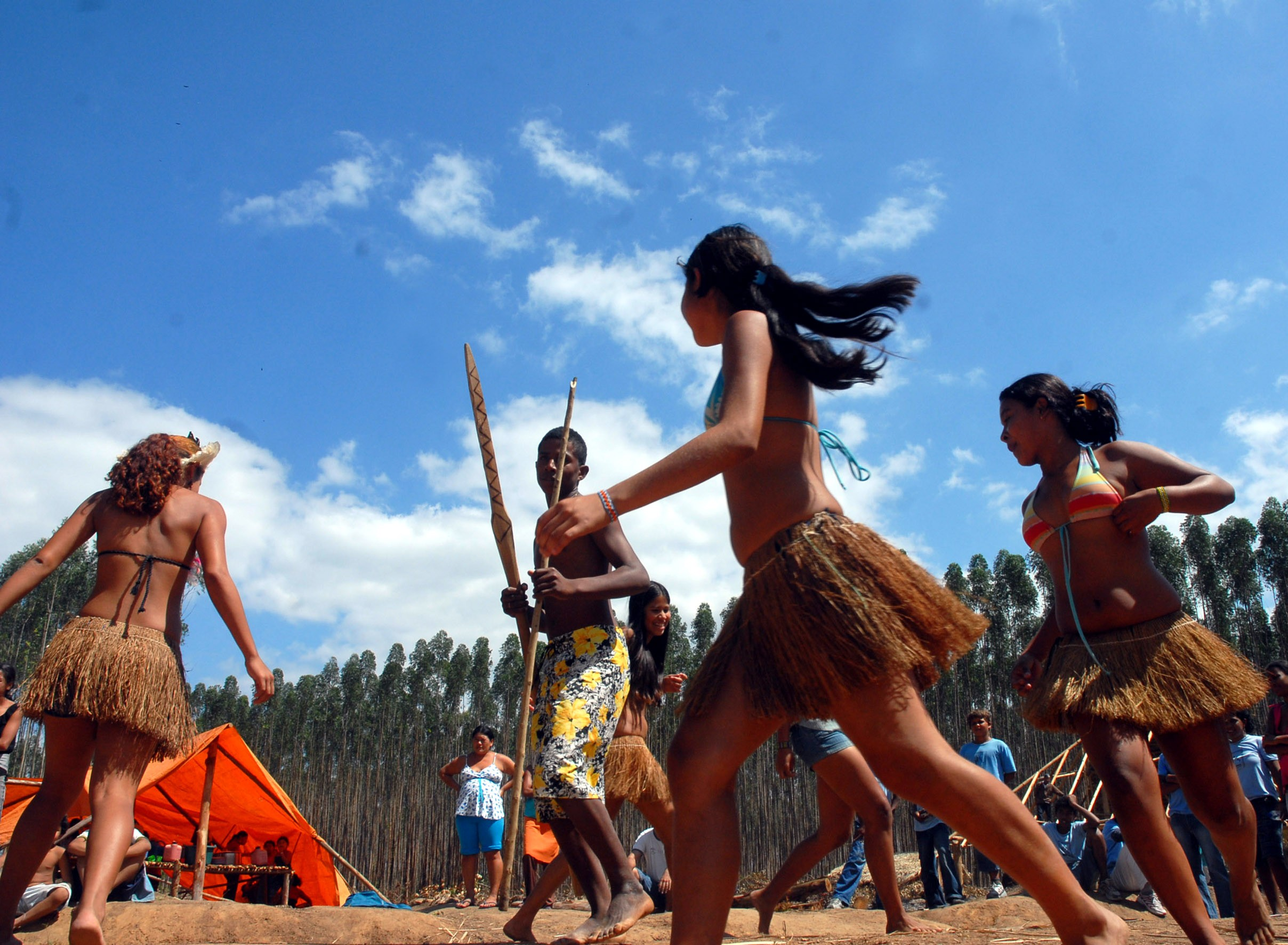
Dança Tupiniquim de protesto em Aracruz, Espírito Santo.

Uma das bases do sistema social indígena são os grandes rituais como o Quarup, o Yawari, o Iamurikumã e os rituais de iniciação. Estes cerimoniais, dos quais muitos são intertribais, funcionam como uma língua franca de comunicação não-verbal entre etnias diversas. Segundo Franchetto e Basso, "as festas costuram a sociedade alto-xinguana, um circuito cerimonial que veicula alianças e metaboliza conflitos, absorvendo ritualmente a alteridade. [...] Esta visão do ritual intertribal como linguagem franca coloca a música no cerne do sistema xinguano, considerando-se que estes rituais são, por excelência, rituais musicais".
Há rigorosas prescrições para uso de determinadas melodias e para quem será o intérprete, e para quando serão executadas. Há músicas e instrumentos exclusivos dos homens, outros só de mulheres, ou melodias cantadas apenas em um certo rito ou com uma função específica. Em diversas etnias existe um ciclo de rituais de grande importância relacionados às flautas sagradas, sendo realizados apenas por homens e com um instrumental cuja visão é vedada às mulheres. A interpretação musical pode ser cercada de rituais menores, propiciatórios ou facilitadores, como a pintura de uma linha sobre o ouvido e lábio para facilitar o aprendizado de canções, colocar um ramo de enodoréu à orelha para não esquecer a melodia, e uma série de outras praxes.

## Sistema, simbologia e gêneros
Não seguindo o sistema tonal do ocidente, a sua sonoridade apresenta uma enorme sutileza e complexidade especialmente nos timbres e nas alturas, sendo de difícil transcrição para a partitura ocidental. Não existe desenvolvimento de polifonia ou harmonia reais (num sentido ocidental), sendo de uma espécie monódica ou no máximo heterofônica, com alguns exemplos de composição antifonal. Não existe notação, e o acervo de composições antigas é transmitido pela prática continuada entre as gerações.
A voz e o canto são dominantes na música indígena, mas existe um muito variado instrumental de apoio e séries de peças orquestrais autônomas. Na maioria dos casos a música é associada à dança ritual. O ritmo é fluente, em geral, binário ou ternário, às vezes alternado em um mesmo verso. Muitas vezes sua música não está baseada na existência de uma unidade de tempo (pulso) rígida, gerando uma contínua flutuação do pulso. A estrutura das composições também diverge da ocidental, e é enormemente variada, dependendo bastante do texto que ilustra, tendo as repetições e variações um papel central. Existem canções para praticamente todos os momentos e atividades da vida, sendo praticadas em festas para homenagear os mortos, como canções para crianças, em festas sazonais e festas guerreiras, em ritos de passagem, no culto dos espíritos e ancestrais, e nas festas de congraçamento entre as tribos.
No âmbito familiar o repertório vocal é pequeno; entre os clãs de sangue as suítes orquestrais, que usualmente são propriedade de grupos familiares, são executadas também vocalmente, em uma espécie de solfejo; nos grandes ciclos dançados voz e instrumentos adquirem igual importância, e por fim, como ápice da vocalidade, os cantos de guerra são executados a capella.
As diferentes texturas musicais são relacionadas às esferas sociais: no nível coletivo geral há uma maior precisão de alturas e intervalos; no nível dos clãs o timbre é preponderante em relação às faixas de altura e à massa sonora, finalmente, nos ciclos dançados, a textura é mais densa e utiliza nítidas oposições grave-agudo sem intervalos de passagem. "Ocorre, portanto, uma progressão acústica que acompanha a complexificação dos níveis sociais".
Além disso, o som é relacionado à espacialidade física. "As canções são um caminho, nomeiam os lugares, e articulam a cartografia da floresta ao movimento dos seus habitantes, além de estarem ligadas ao mundo espiritual dos pássaros".

### Oralidade
A cultura indígena é basicamente oral, nela a música é uma extensão da fala, e seus limites às vezes são sutis e imprecisos. Um discurso pode acabar em canto, ou o inverso. Dentre as espécies vocais, existem subdivisões de acordo com o objetivo de cada canção:
- Narrativas: falas com diferentes graus de formalidade, desde as cotidianas entoadas por qualquer pessoa até as falas restritas a homens adultos executadas na praça central.
- Instrutivas: narrações veiculando regras, costumes e tradições, transmitidas através do canto ou prédica emocional pelos adultos a crianças, ou relatando de expedições de caça e narrativas míticas. A vocalização é muito flexível e expressiva, e o cantor serve-se de recursos tonais, timbrísticos, fonéticos e rítmicos para dar sentido a seu enunciado.
- Canções: identificadas por seus conteúdos textuais, os quais é frequente se referirem a algum animal e a seu comportamento, sendo que na ação ritual as identidades do cantor e do animal são combinadas. Muitas se referem ao amor e ao prazer sexual de modo desinibido, feliz e direto. Frequentemente se transita entre a cantoria e a narrativa gestualizada não-musical.
- Invocações: executadas, geralmente em voz baixa, com fins práticos ou medicinais.

### Música instrumental
É nas festas dedicadas aos Apapaatai, uma classe de poderosos espíritos, que acontece a maior parte da música instrumental. As festas Apapaatai têm como motivo essencial a cura xamânica. Dentre toda a música instrumental indígena as peças para as flautas sagradas ocupam uma posição de destaque. Estas flautas são elementos fundamentais na cosmologia xinguana, o que é expresso concretamente pela existência de uma casa das flautas, onde são guardadas, casa que é também chamada de casa dos homens, um espaço exclusivamente masculino localizado sempre no centro das aldeias. Seu uso está cercado de tabus. Quando são tocadas as mulheres e crianças se fecham em suas casas. Se uma mulher vê os instrumentos, é penalizada com um estupro coletivo.
O repertório para as flautas é, entre algumas culturas, altamente sofisticado, compondo suítes completas, sendo que apenas uma suíte é tocada em cada ocasião, embora às vezes de forma incompleta. Todas as suítes têm uma ordem ideal, mas esta, frequentemente, é modificada durante a sessão. Se constróem através do princípio da alternância entre um eixo horizontal (melódico) e um vertical (sucessões de solos pontuais e trechos com partes simultâneas). Cada suíte é caracterizada por um contorno melódico e não por uma seqüência exata de intervalos, e cada peça é formada por um tema repetido sem alterações durante vários minutos. Cada tema é formado pela justaposição de dois tipos de motivos, A e B: os motivos A são variáveis — e identificam cada peça — enquanto que os B não o são e fornecem a assinatura temática da suíte.

## Instrumentos

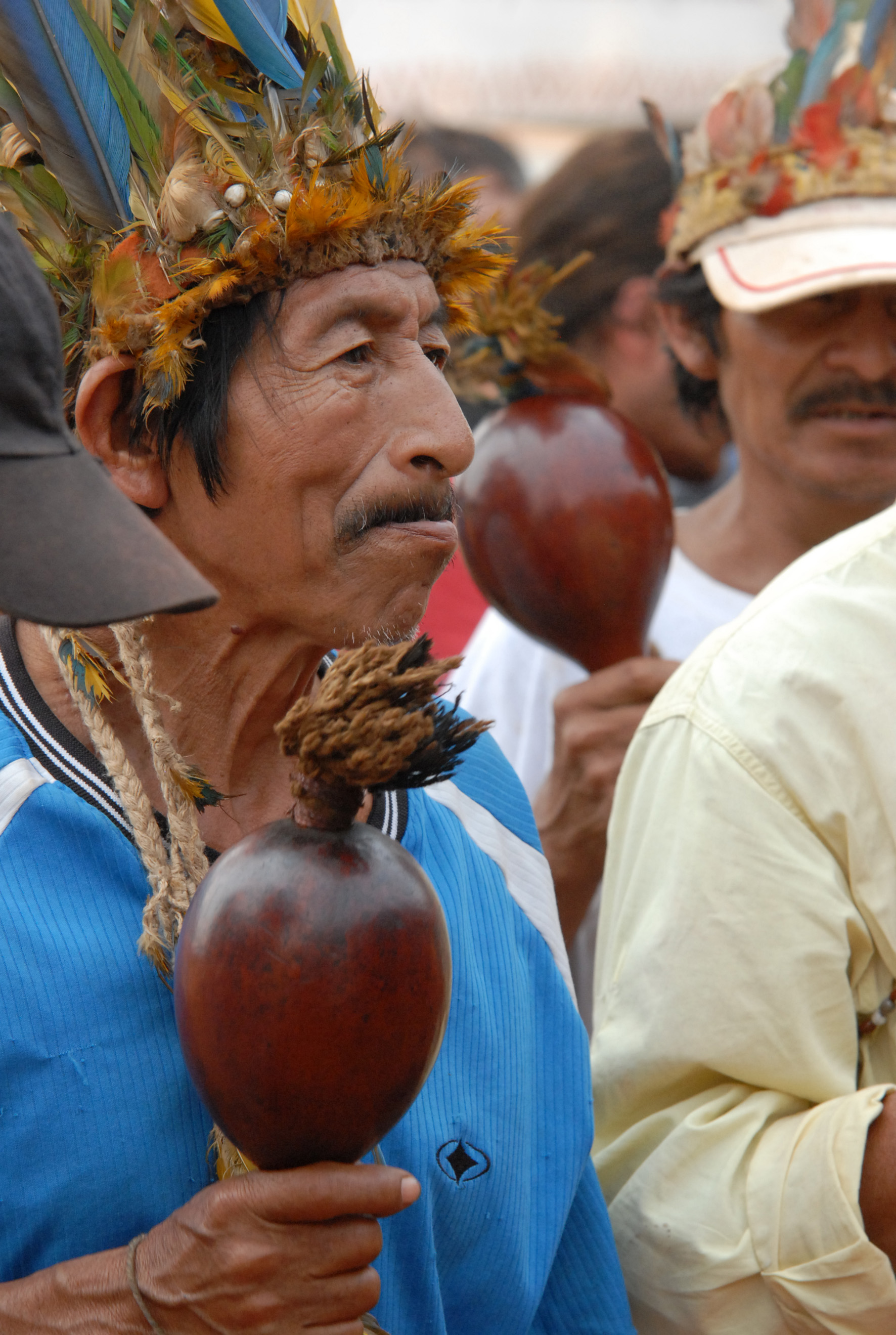
Karai Guarani com Maracá

A cultura dos indígenas no Brasil é muito musical, que é representada em diversos instrumentos musicais, que inclui percussão e sopro, os mais empregados, mas classificações próprias dos índios fazem distinções diferentes, com dezenas de categorias para "coisas de fazer música". Os instrumentos podem ser feitos de uma variedade de materiais, como sementes, madeiras, fibras, pedras, objetos cerâmicos, ovos, ossos, chifres e cascos de animais.
- Idiofones: instrumentos que vibram por si mesmos ou por percussão ou atrito, podendo ser tocados diretamente ou soarem em decorrência de movimentos indiretos. Incluem toras de madeira, bastões de percussão, fragmentos de tábuas, chocalhos, guizos, cabaças cheias de pedrinhas ou sementes, crânios, etc.[15][16] Um exemplo deste tipo de instrumento é o  maracá.[13]
- Membranofones: instrumentos que soam pela vibração de uma membrana neles distendida, como os tambores. São raros entre os indígenas brasileiros, e acredita-se que os existentes sejam cópias de antigos modelos conhecidos através dos primeiros europeus que aqui chegaram.[15] Alguns exemplos deste tipo de instrumento é o   oapy/uay, ta-pa-dê e, quehues/auáiú.[13]
- Aerofones: soam pela ação do ar no seu interior, que podem ser agitados ou soprados. São os instrumentos mais numerosos, comuns e, mais diversificado, incluindo instrumentos com funcionamento semelhante às trombetas (com ou sem ressoadores e lingüetas), clarinetes, buzinas, apitos e sobretudo as flautas, de um a vários tubos, com embocadura/bocal perpendicular ou longitudinal, havendo também exemplares para sopro nasal.[15][17] Os indígenas chamam este tipo de instrumento por várias nomemclaturas: arandi, bedebo, buê, cidupu, dasmae, dianari, mingo, peripinacuari, tipi, tintabri, ualri, uruá e yasmecerene.[13]
- Zumbidores: soam quando agitados no ar. Consistem de um cabo decorado ligado por uma corda a uma pequena peça de madeira oval. Ao ser girada rapidamente a peça produz um zumbido forte. Em muitas tribos tem relação direta com a morte, sendo utilizados em cerimônias funerárias e proibidos às mulheres ou crianças. Podem ser usados para afastar influências nefastas, e em  outras, porém, serve de brinquedo infantil.[15][17]
- Cordofones: os indígenas possuem alguns instrumentos de corda, o udecrá e o ka-txo-tsê.[13]

## Discografia (por etnia)
- Homãpani Ashaninka – Ashaninka, Acre, aldeia Apitwtxa, 2000.
- Eu sou Fulniô, cantos do semi-árido. Fulniô, Pe, FQV - MDA, 2000
- Ñande Reko Arandu - Memória Viva Guarani – Guaranís SP/ RJ
- Iny - Cantos da Tradição Karajá. – Karajá Tocantins, rio Araguaia,
- Caiapó Metutire. – Kayapó. MG,  T.I. Capoto-Jarina
- Mehinaku, message from amazon. (CD duplo) – Mehinaku, MG Alto Xingu
- Pankararu da Comunidade Real Parque de São Paulo. Pankararu, Mundo Melhor
- Why Suyá Sing? Anthony Seeger, - Suyá MG Alto Xingu, 1987
- Reahu He A - Cantos da Festa Yanomami. – Yanomami AM,
- Etenhiritipá - Cantos da Tradição Xavante –  Xavante, MG
- Huni Meka - Cantos do Nixi Pae- Kaxinawá, Ac, 2007